# Panait Ion
Panait Ion (n. 5 martie 1924, București, România – d. 18 august 1981) a fost un fotbalist român care juca pe postul de fundaș. A câștigat primul meci din istoria Stelei alături de: Gheorghe Lăzăreanu, Romeo Catană, Aurel Cernea, Ioan Jivan, Eugen Mladin, Stere Zeană, Mircea Crețu, Gheorghe Popescu, Florin Marinescu și T. Balaș în echipa antrenată de Coloman Braun Bogdan. Are 18 meciuri și un gol pentru echipa din Ghencea și o selecție la Echipa națională de fotbal a României. 